# Theretra cyrene
Theretra cyrene är en fjärilsart som beskrevs av John Obadiah Westwood 1848. Theretra cyrene ingår i släktet Theretra och familjen svärmare. Inga underarter finns listade i Catalogue of Life.